# Pavao Kvakan
Pavao Kvakan (Đelekovec, 26. veljače, 1893. – Zagreb, 27. kolovoza 1952.), hrvatski biolog i botaničar.
Jedan od najvećih hrvatskih stručnjaka za uzgoj i oplemenjivanje biljaka. Stvorio je uvjete za pokusni i znanstveno-istraživački rad na pokusnom polju, u laboratoriju i knjižnici Zavoda za specijalnu proizvodnju bilja današnjeg Poljoprivrednog fakulteta u Zagrebu i time posto njegovim utemeljiteljem. Bio je urednik časopisa "Poljoprivredna znanstvena smotra" i "Gospodarski list". Osim velikog broja znanstvenih radova napisao je i nekoliko udžbenika iz poljoprivrede. Bio je dekan Poljoprivredno-šumarskog fakulteta u Zagrebu.